# Сбринц
Сбринц (на немски: Sbrinz) e традиционно швейцарско сирене, което се произвежда от краве мляко в централните райони на Швейцария. То се използва широко в швейцарската кухня като заместител на сиренето пармезан.

## История
Според швейцарците сбринц е най-старото известно сирене в Европа. В официалния сайт на производителите на сбринц се посочва, че именно това сирене е имал предвид Плиний Стари (23 – 79 г. пр. Хр.), когато е писал за „сиренето на хелветите“ (caseus helveticus). Според по-нови и надеждни източници производството на сбринц се потвърждава от 1530 г., откогато се споменава в документи в държавния архив в Берн.
Има две версии за произхода на името на продукта. Според едната, наименованието си сиренето е получило по името на градчето Бриенц, разположено недалеч от Берн. Според другата, това сирене първоначално започва да се прави в Ломбардия, като на един от местните диалекти „sbrinzo“ означава „много твърдо сирене“.
През 2001 г. сиренето получава статут на продукт с контролиран произход (АОС). Съгласно сертификата, производителите на Сбринц са длъжни да спазват строго технологията за производство без да ползват добавки и генетично модифицирани организми (ГМО).
В наши дни сбринц се произвежда в кантоните Обвалден, Берн, Люцерн и Нидвалден], а също така и в провинциите Цуг, Ааргау и Санкт Гален. Сиренето се произвежда в 42 завода, като най-големият швейцарски производител е компанията Sbrinz Käse GmbH.

## Характеристики и производство
Сбринц е много твърдо сирене с тъмнозлатиста кора и жълтеникава, плътна и твърда вътрешност. Произвежда се само от краве мляко с местен, швейцарски произход. Процесът на узряване може да продължи до 3 години. Вследствие на продължителното узряване вътрешността е много плътна и твърда, поради което се използва специален нож за настъргване на сиренето. Независимо от своята твърдост обаче сиренето има приятен и нежен орехов вкус с нотки на карамелизирана захар и аромат на алпийски треви и цветя.
Сбринц се произвежда на плоски кръгли пити с диаметър 45 – 70 см, с височина 12 – 17 см и тегло 25 – 45 кг. Сбринц е нискомаслено сирене със съдържание на мазнини около 40%. В 100 грама сирене се съдържат 30 грама белтъчини, 33 грама мазнини и не съдържа никакви въглехидрати.
Сбринц се съчетава отлично с фортифицирани червени вина, използва се за приготвяне на различни сосове за паста.